# 연등불

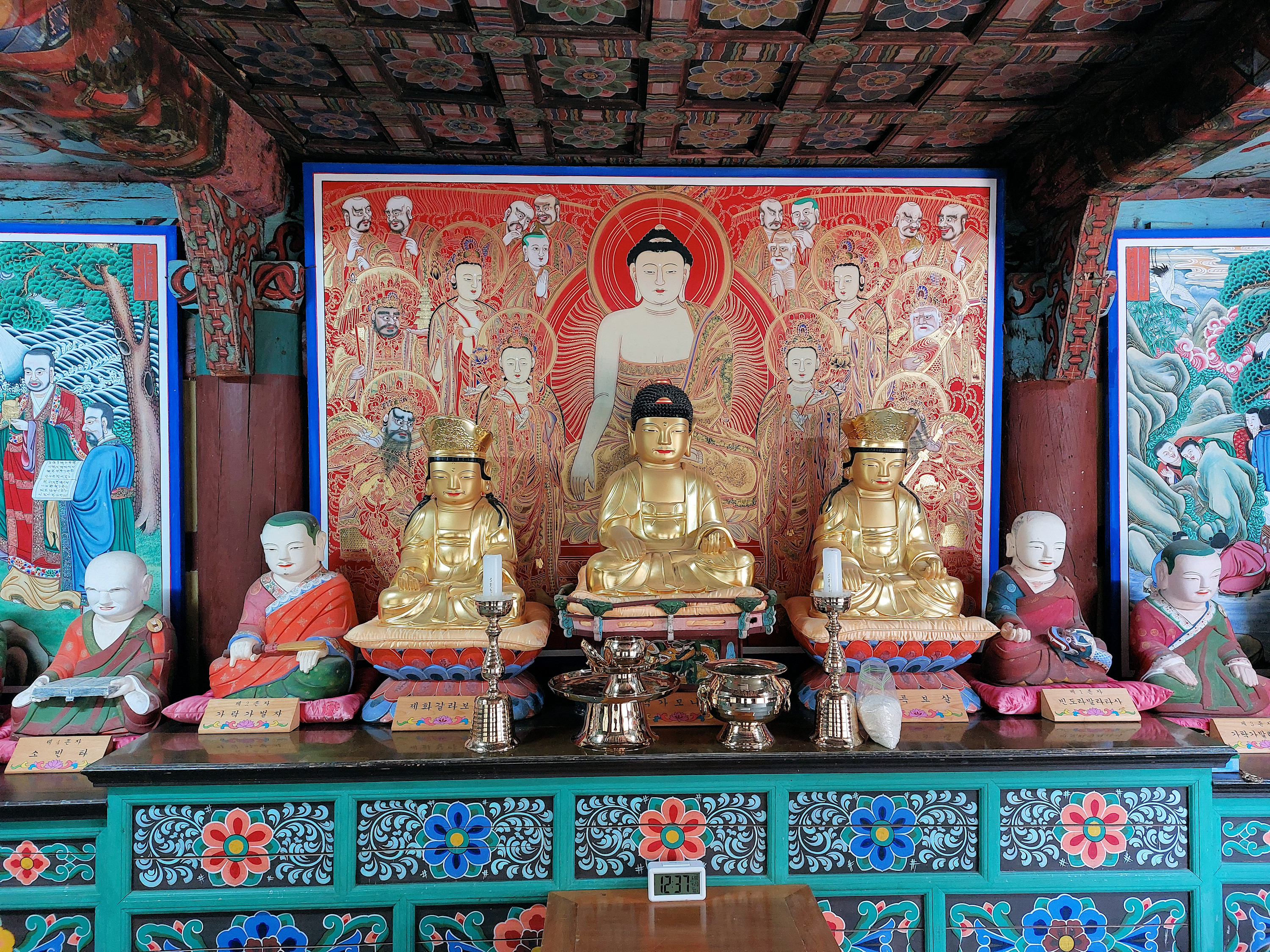
대구광역시 팔공산 동화사 영산전에 있는 삼존불. 왼쪽이 연등불(제화갈라보살)이다.

연등불(燃燈佛, Dipankara)은 과거불로 석가모니에게 장차 부처가 될 것이라고 수기를 해준 부처로써, 금강경에 나온다. 과거불은 연등불, 현재불은 석가모니, 미래불은 미륵불이다. 제화갈라보살은 연등불이 성불하기 전에 보살일 때의 이름이다.

## 불상
디판카라는 일반적으로 좌불로 표현되지만, 입불로 묘사하는 것은 중국, 태국, 네팔에서 흔히 볼 수 있다. 그는 일반적으로 오른손으로 보호 무드라(abhaya mudra)를 하고 있으며, 종종 양손으로 보호 무드라를 하고 있기도 한다.
디판카라 불상은 단독으로 모셔지는 경우가 거의 없다. 그는 일반적으로 문수보살(Manjusri)과 보현보살(Vajrapani)(자바에서 흔히 볼 수 있음) 또는 관세음보살(Avalokiteśvara)과 보현보살(Vajrapani)(스리랑카에서 흔히 볼 수 있음)이라는 두 명의 보살과 함께 모셔진다. 또는 그 뒤에 오는 붓다인 석가모니불, 미륵불과 함께 모셔진다.
2001년 아프가니스탄에서 탈레반 정부에 의해 파괴된 바미얀 석불 중 하나는 디판카라를 묘사한 것으로 알려졌다. 디판카라의 조각상은 중국의 용문석굴과 운강석굴에서도 볼 수 있다.